# 南部引嫩工程
南部引嫩工程位于中华人民共和国黑龙江省大庆市境内，是嫩江下游左岸的一处引水工程。

## 工程目的
工程地处黑龙江省西部干旱地区，历史上洪水泛滥形成诸多自然泡沼。修建嫩江防洪堤后，虽然解决了洪水问题，但却造成了湖沼干涸，草场退化，土地盐碱化。为解决上述问题，1988年8月1日动工修建了南部引嫩工程，1980年8月1日主体工程基本竣工，1987年10月竣工，由黑龙江省南部引嫩工程管理处管理。1996年起改由大庆市松嫩工程管理处管理。

## 工程項目
工程由渠首枢纽工程、输水总干渠、南引水库和泄水工程组成：
- 渠首枢纽工程位于杜尔伯特蒙古族自治县他拉哈镇兴平村，正常引水量50立方米每秒。
- 南部引嫩总干渠起自渠首进水闸，向东南至南引水库，横穿杜尔伯特县南部，全长24千米，底宽38～42米，输水能力50～120立方米每秒。
- 南引水库位于杜尔伯特县、肇源县和大庆市大同区交界处，系由8个自然泡沼改造而成，正常蓄水位130.50米，总库容4.05亿立方米，水面面积约270平方千米。
- 南引泄水渠起自肇源县义顺乡东义顺村拉哈屯北狼坨子泄水闸，经革新闸过安肇新河、八家河、牛毛沟水库，于三站镇宏大村望海屯西的望海闸泄入松花江，全长110千米，流量20～39立方米每秒。

1998年水灾期间，南部引嫩工程有多处设施被毁。之后进行了除险加固。